# Chaetocneme
Chaetocneme är ett släkte av fjärilar. Chaetocneme ingår i familjen tjockhuvuden.

## Bildgalleri

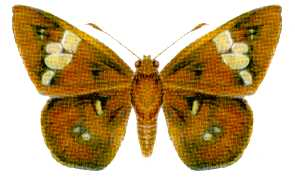
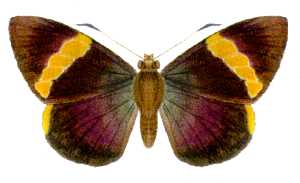

## Dottertaxa tillChaetocneme, i alfabetisk ordning[1]
- Chaetocneme antipodes
- Chaetocneme aristippus
- Chaetocneme beata
- Chaetocneme biaka
- Chaetocneme callixenus
- Chaetocneme caristus
- Chaetocneme cerinthus
- Chaetocneme corippus
- Chaetocneme corvus
- Chaetocneme critomedia
- Chaetocneme denitza
- Chaetocneme dichroa
- Chaetocneme dissimilis
- Chaetocneme editus
- Chaetocneme helirius
- Chaetocneme hibernia
- Chaetocneme hydra
- Chaetocneme kallima
- Chaetocneme kumpiana
- Chaetocneme latifascia
- Chaetocneme lunula
- Chaetocneme morea
- Chaetocneme naevifera
- Chaetocneme odix
- Chaetocneme oetakwensis
- Chaetocneme porphyropis
- Chaetocneme sombra
- Chaetocneme sphinterifera
- Chaetocneme stotharti
- Chaetocneme stringa
- Chaetocneme subornata
- Chaetocneme swinhoei
- Chaetocneme tenuis
- Chaetocneme trifenestrata
- Chaetocneme triton
- Chaetocneme waigeuensis